# 甲西郵便局
甲西郵便局（こうせいゆうびんきょく）は滋賀県湖南市にある郵便局。民営化前の分類では集配普通郵便局であった。

## 概要
住所：〒520-3299 滋賀県湖南市中央1-50

## 沿革
- 1874年（明治7年） - 三雲郵便取扱所として開設[1]。
- 1875年（明治8年）1月1日 - 三雲郵便局（五等）となる。
- 1884年（明治17年）6月30日 - 廃止。
- 1886年（明治19年）4月22日 - 三雲村郵便受取所として再設置。
- 1891年（明治24年）4月1日 - 三雲郵便局（三等）となる。
- 1892年（明治25年）5月16日 - 為替・貯金取扱を開始。
- 1955年（昭和30年）11月1日 - 甲西郵便局に改称[2]。
- 1969年（昭和44年）5月9日 - 電話の加入および料金に関する簡易な事務を除く電話交換業務を、水口電報電話局に移管。同日、下田郵便局[3]より和文電報配達業務の一部[4]を移管。
- 1983年（昭和58年）2月1日 - 和文電報配達を水口電報電話局に移管。
- 1990年（平成2年）11月19日 - 甲賀郡甲西町大字三雲から同町中央一丁目に移転するとともに、特定郵便局から普通郵便局に局種別改定。
- 1999年（平成11年） - 外国通貨の両替および旅行小切手の売買に関する業務取扱を開始。
- 2006年（平成18年）9月19日 - 石部郵便局から「520-31xx」区域の集配業務を移管[5]。
- 2007年（平成19年）10月1日 - 民営化に伴い、併設された郵便事業甲西支店に一部業務を移管。
- 2012年（平成24年）10月1日 - 日本郵便株式会社発足に伴い、郵便事業甲西支店を甲西郵便局に統合。

## 取扱内容
- 郵便、印紙、ゆうパック、内容証明
- 貯金、為替、振替、振込、国際送金、国債、投資信託
- 生命保険、バイク自賠責保険、自動車保険
- ゆうちょ銀行ATM
- 「520-31xx」「520-32xx」区域（湖南市全域）の集配業務
- ゆうゆう窓口

## 周辺
- 湖南市役所東庁舎
- 湖南市立甲西図書館
- 甲西文化ホール
- 滋賀県立甲西高等学校
- 湖南市立甲西中学校
- 平和堂甲西中央店
- 野洲川

## アクセス
- JR草津線 甲西駅から徒歩約8分
- 湖南市コミュニティバス 甲西中学校停留所下車
- 名神高速道路 栗東ICから南東へ約9km
- 滋賀県道4号草津伊賀線（旧国道1号）沿い
- 駐車場あり：11台